# Галоваць (Б'єловар)
45°50′ пн. ш. 16°51′ сх. д. / 45.84° пн. ш. 16.85° сх. д.
Галоваць (хорв. Galovac) — населений пункт у Хорватії, у Б'єловарсько-Білогорській жупанії у складі міста Б'єловар.

## Населення
Населення за даними перепису 2011 року становило 457 осіб.
Динаміка чисельності населення поселення: